# Johann Heinrich Blasius
Johann Heinrich Blasius (ur. 7 października 1809 w Nümbrecht-Eckenbach, zm. 26 maja 1870 w Brunszwiku) – niemiecki zoolog i ornitolog.

## Życiorys
Johann Heinrich Blasius urodził się 7 października 1809 w Nümbrecht-Eckenbach. Studia przyrodnicze odbył w Berlinie. Razem z przyjacielem Alexandrem Keyserlingiem odbył podróż studyjną po Europie Wschodniej, której owocem była wspólna praca Die Wirbelthiere Europas opublikowana w 1840 roku.
W 1836 roku został profesorem historii naturalnej w Collegium Carolinum w Brunszwiku, gdzie gromadził zbiory zoologiczne. W 1840 założył ogród botaniczny, którego dyrektorem został w 1842 roku. Wieloletni dyrektor biblioteki Collegium Carolinum, członek dyrektorium Collegium Carolinum. W 1841 roku poślubił Luise Thiele, z którą miał dwóch synów: Rudolfa (1842–1907) i Wilhelma (1845–1912), ornitologow.
W 1857 roku zbiory Carolinum zostały połączone ze zbiorami Muzeum Historii Naturalnej w Brunszwiku a w 1859 roku Blasius został dyrektorem muzeum. Od 1866 prowadził Herzogliche Museum Braunschweig (obecne Herzog Anton Ulrich-Museum).
Uznanie przyniosły mu badania nad ssakami i ptakami.

## Prace
Wybór prac za Neue Deutsche Biographie:
- Die Wirbelthiere Europas I (mit Gf. A. v. Keyserling), 1840;
- Reise im europ. Rußland in d. J. 1840 u. 1841, 2 T., 1844;
- Fauna d. Wirbelthiere Dtld.s I, 1857.

## Upamiętnienie
Epitet gatunkowy naukowej nazwy nietoperza Rhinolophus blasii jest eponimem mającym na celu upamiętnienie Johanna Blasiusa.